# 14054 Dušek
(14054) Dušek, denumire internațională (14054) Dusek, este un asteroid din centura principală de asteroizi.

## Descriere
14054 Dušek este un asteroid din centura principală de asteroizi. A fost descoperit pe 12 ianuarie 1996 la Observatorul Kleť de Miloš Tichý și Zdeněk Moravec
. Asteroidul prezintă o orbită caracterizată de o semiaxă mare de 2,42 ua, o excentricitate de 0,18 și o înclinație de 3,9° în raport cu ecliptica.